# Кроссинг, Петер Каспер
Петер Каспер Кроссинг (дат. Peter Casper Krossing; 21 августа 1793 — 1 сентября 1838) — датский композитор, органист и музыкальный педагог.
Рано проявил музыкальные способности, однако профессионально заниматься музыкой стал уже во взрослом возрасте. Учился у Фридриха Кунцена. В 1816 году занял должность органиста в немецкой церкви в Копенгагене, одновременно в 1820—1827 гг. работал хормейстером в Королевском театре. Преподавал в различных школах Копенгагена и в частном порядке, среди его учеников Герман Левенскольд.
Первое известное сочинение Кроссинга датировано 1811 годом. Ему принадлежит, прежде всего, ряд кантат и других хоровых произведений, многочисленные вокальные сочинения (в том числе на стихи Адама Эленшлегера и Бернхарда Ингемана), а также симфония, фортепианный квартет и другие камерные пьесы.